# Geron lactipennis
Geron lactipennis är en tvåvingeart som beskrevs av Hesse 1938. Geron lactipennis ingår i släktet Geron och familjen svävflugor.
Artens utbredningsområde är Zimbabwe. Inga underarter finns listade i Catalogue of Life.